# Copertino
Copertino (em português:  Cupertino) é uma comuna italiana da região da Puglia, província de Lecce com cerca de 23.574 habitantes. Estende-se por uma área de 57,76 km², tendo uma densidade populacional de 406 hab/km². Faz fronteira com Arnesano, Carmiano, Galatina, Lequile, Leverano, Monteroni di Lecce, Nardò, San Pietro in Lama.

## Demografia
| Variação demográfica do município entre 1861 e 2011                               |
|                                                                                   |
| Fonte: Istituto Nazionale di Statistica (ISTAT) - Elaboração gráfica da Wikipedia |